# گربه‌ماهی چیاپاس
گربه‌ماهی چیاپاس (انگلیسی chiapas catfish) یک گونه غیر معمول از گربه ماهی سانان که تغییرات زیادی در شکل جمجمه، فک و مثانه گازی آنها به‌وجود آمده
است. مثانه گازی دارای دیورتیکول جفت شده‌است در حالی که دیگر گربه ماهی سانان یا منفرد یا ندارند. سوراخهای بینی جدا و دور از هم، دارای هالتر بینی، هالتر
فک بالا وبا فاصله از گوشه دهان، دارای چهار جفت هالتر، در نزدیک سر باریک و نزدیک دم پهن، سر صاف و گرد دهان معمولاً زیر جمجمه نیست (به سمت پایین)، باله
چربی بزرگ و ضخیم و دارای خارهای باله پشتی و سینه می‌باشد.